# でろでろ
『でろでろ』は、押切蓮介による日本の漫画作品。2003年から2009年にかけて『週刊ヤングマガジン』（講談社）に連載された。
霊感体質の悪ガキ中学生「日野耳雄」が、人を脅かす幽霊や妖怪をぶん殴り、蹴飛ばし、逆に泣かせて撃退するホラーギャグ漫画。基本的にシュールギャグかつコメディな内容をしたストーリーが展開される。幽霊や妖怪を恐ろしくも面白く描いているのが特徴。単行本には、異伝や番外編がいくつか掲載されている。

## 登場キャラクター

### 日野家
日野耳雄（ひの みみお）
主人公。霊感体質の不良。中学3年生で15歳、童貞。筋金入りのシスコンで、妹の留渦のためなら地獄からも生還し自分の寿命も賭けるほど溺愛している。度を過ぎた愛情により妹には煙たがられることもしばしばだが、サイトーさんの散歩をはじめとして、兄妹で外出することも多く、基本的に兄妹仲は良い。愛犬のサイトーさんとは大の仲良し。
ほとんどの幽霊や妖怪、怪異に肉体的暴力で対抗し、それがなぜか通用することから留渦や委員長、岬などから頼りにされており、意外と面倒見が良いことから何かあれば幽霊や妖怪退治をしている。欲望に忠実だが情には厚いタイプで、特に子供の霊には非常に優しい。
両親は母親の仕事の関係でともに2年前からパリに在住しているため、妹とペットの2人+1匹で暮らしている。
日野留渦（ひの るか）
耳雄の妹。オカルト耐性が異常に高いクールな中学1年生。本人いわく「不感症」。ろくでもない（マトモじゃない）連中が友達になることが多く、耳雄いわく「友達を見る目がない」。家事を担当している。
耳雄が霊などに暴力を振るう点は嫌っているが、兄そのものを嫌っているわけではない。11歳の頃、両親とともにパリへ行くはずだったが、空港で「妖怪きびす返し」と遭遇し、耳雄と一緒に暮らす道を選ぶなど、兄思いである。また、兄に正しい箸の持ち方を教える等、優しい一面も見せる。耳雄に冷たい態度を取ることもある（特に35話「心の箱」まではその傾向が強い）が、耳雄に対し好意的な発言、思考をしている場面も多々ある。特に耳雄との絡みではクールさ、無表情さが際立つキャラだが、随所で女の子らしい部分が見受けられ、後期では初期と比較するとかなり感情豊かになっている。
サイトーさん
日野家のペットの犬。お化けが苦手。幽霊に家（犬小屋）を乗っ取られたり誘拐されたりと、なかなかの薄幸の犬で、ほとんどのコマで辛そうな顔をしており、悲痛な悲鳴を上げている。人間の言葉を理解できる頭が良い忠犬で、耳雄とは以心伝心で通じ合っている（当のサイトーさんの考えていることは、作者による手書きの文字が彼の頭上に現れるため読者にも解る）。
耳雄の両親が海外へ旅立った日に、耳雄が霊にイジメられていた子犬を拾って「サイトーさん」と名づけたのが出会い。名前の由来は、段ボール箱に書いてあった言葉からである。
日野六蔵（ひの ろくぞう）
耳雄と留渦の父。子供たちと違ってオバケや幽霊に弱く、家族でパリに移住しようとする際に霊感体質の耳雄を置いていこうとした。しかし、息子そのものを嫌ってはおらず、耳雄とは「喧嘩するほど仲が良い」関係である。守護霊はフンコロガシで、いなくなった途端に霊に暴行されている。
美知代とパリで暮らしており、有名な霊能者のもとで怖がり症（霊恐怖症）を克服しようとしている。
日野美知代（ひの みちよ）
耳雄と留渦の母。乙女（処女）の頃から夢見ていたファッションデザイナーとして海外に進出するため六蔵とともにパリに移住している。
学生時代はレディースのリーダーを務めていた過去を持ち、耳雄の気性の荒さと、耳雄と留渦の腕っ節の強さは美知代譲りである。また、留渦の容姿は美知代の美貌を受け継いだもの。

### 日野家の先祖
日野耳太郎（ひの みみたろう）
耳雄の大正時代の先祖。見た目は耳雄そっくりだが非常に気弱な性格。守護霊がついていないために悪霊たちにイジメられ、精神的に追い詰められていた。妹の留璃が召喚した耳雄の生霊に影響され、強くなることを決意した。
日野留璃（ひの るり）
耳太郎の妹。留渦と非常に似ているが、性格は留渦よりもおっとりしている。悪霊からイジメの標的にされる兄のために交霊の儀式を行い、耳太郎の未来の子孫である耳雄を召喚した。
日野文太郎（ひの ふみたろう）
耳雄の先祖。本来は耳雄の守護霊のはずだったが、守護霊の仕事を放棄して好き勝手に生きたために知性のない妖怪になってしまった。幼年時代の耳雄に踏みつけられて逃げ出してしまう（そのため、耳雄の守護霊はいなかったことにされた）。

### 耳雄・留渦の友人
委員長 / 平川 和彦（ひらかわ かずひこ）
耳雄のクラスメイト (3-B) で友人。成績優秀で人望が厚い。凛々しい眼鏡がチャームポイント。本名で呼ばれることはほとんどない。よく心霊現象に巻き込まれる。霊や妖怪は元々苦手だったようだが、だんだん慣れてきた節がある。耳雄を「オバケハンター」と呼んだのは彼。重度の愛猫家で、猫のお腹に顔をうずめたり、勝手に写真をHPにアップロードしたりしている。連載最初期から耳雄のブレーンとして活躍する。メダカちゃんと化した耳雄を溺愛し、盗撮写真や成人向け同人誌を収集したこともある。
バンダナ
耳雄のクラスメイト (3-B) で不良仲間。第1話から登場している。本名は「夏目（なつめ）」。妖怪にキスされたり、足を切られたり、シャツのロゴを読まれたり、クラゲに刺されたと勘違いされておしっこをかけられそうになったりと、やはりよく霊現象に巻き込まれる。
相原岬（あいはら みさき）
耳雄のクラスに転入してきた、霊を引き寄せやすい薄幸の少女。三つ編み。オカルト耐性がないため、耳雄によく助けられている。耳雄を慕っているが、全く伝わっていない。内気な一方で結構妄想がたくましい面があり、時折姉曰く｢思春期の暴走｣を起こし、耳雄や周囲に当り散らすことがある。
相原水面（あいはら みなも）
岬の姉で社会人。内気な妹とは対照的に自由奔放で物怖じしない性格。いい加減で頼りなさそうだが、持ち前の行動力で何度も妖怪を退治している。また、かなりの酒好きで常にシェイカーを携帯しており、酔っ払って登場することが多い。セクハラ・パワハラ好きの上司がおり、いつも職場で嫌がらせをされたり怒られたりしている。
白石（しらいし）
耳雄のクラスメイト (3-B) 。飼っていたジョージが犬岳で人間「犬山丈二」となり、悲しい別れをすることとなったが、直後に白石のクラスに転入生としてやってくる。11巻で丈二に愛の告白をするが、結果は玉砕だった。
犬山丈二（いぬやま じょうじ）
耳雄のクラスメイト (3-B) 。元は白石の飼っていた老犬だが、修行を積んで人間化した。脇役としてちょくちょく登場しては、霊に真っ先にやられる。かつての飼い主である白石と仲がいい（が、相思相愛の恋愛までは発展しない）。人間になったことで、白石に対し人間関係のけじめを付けて貰いたいと諭したことがあるが、自分は何故かそのまま白石家に住んでいる。人間になった後も人間の言葉を話しておらず、サイトーさんと意思の疎通ができている。
センパイ
耳雄の先輩で18歳。本名は「久我山隆志（くがやま たかし）」。ワル仲間からは一目置かれる存在らしいが、耳雄のせいで霊の被害にあうこともしばしば。当初は走り屋だったが霊被害にあい峠を引退、蛙の卵工場など様々な職につくが長続きせずダラダラとニート生活を送っていたが、最終巻にて妖怪の手助けもあり、ついに定職に就くことになる。なお、マザコンである。
センパイのお母さん
強面で典型的なおばさん。息子と同じ鼻グラサンをかけている。
須藤みちこ（すどう みちこ）
留渦の友人である心霊マニア。少しひねくれた性格をしており毒舌。霊魂（オーブ）を食べる心霊喫茶の常連。初登場時は耳雄のことを｢お兄さん」と呼ぶなどそれなりの敬意を払っていたが、回を重ねるごとにダメ男とみなすようになった。趣味は心霊スポット巡りだが、なぜかイケメンの霊と遭遇しやすい。
カントク
でろでろ妖怪名鑑14。ガチャピンのような容姿をした妖怪。妖怪だが耳雄の友人である。委員長はカントクを苦手としている。耳雄らが登場せず、カントクが主役を張った回もあるなど、かなりの人気（過去の人気投票で委員長より得票数が多かった）。一度UMAと間違われ捕獲されたことがある。映画館「シネマ淵ヶ関」の館長兼映画監督であり、主にドキュメンタリーを製作している。シネマ淵ヶ関のスタッフは皆妖怪。普段は内気でおどおどしているが、映画館の中では人が変わり、自分の映画を敬わない人間たちを襲うこともある。
びくっとサン
でろでろ妖怪名鑑66。カントクの友人。人間が驚く姿をビデオにとってコレクションしている悪趣味な妖怪。しかし、留渦をビクッとさせることには失敗する。ピーナッツのような頭には醜い小人が棲んでおり、万が一の時や驚いたときには頭が割れてこれが飛び出してくる。その容姿から、本作の登場人物から男性器に関連した罵倒をされることがある。また16巻では妖怪「山んバー」に童貞を奪われ、舌を噛み自殺。しかしカントクが頭のなかの醜い小人を育てたことにより復活。無事童貞を取り戻した。

### 妖怪
妖怪きびすがえし
でろでろ妖怪名鑑100。旅立ちを迷う人間に心残りの原因をビデオに映して見せ、行くべきか行かざるべきかの決断の材料を与える妖怪。耳雄と留渦とサイトーさんが一緒に暮らすきっかけを作った。
黒ナース
妖怪「喋らせ師」の元で働く謎の女性。黒いナース服に身を包む。妖怪を退治する吹き矢を持っている。登場回数は少ないが、かなりの人気キャラクター（過去2回行われた人気投票で、どちらにもランクインしている）。
ブティックのアオイ
店内で寝ていて風邪をこじらせ死んだ店員の霊。潰れた筈の店を開いており、霊感体質の耳雄が迷い込んだ。寂しがり屋で話し好き、かつおせっかいな性格である。日野兄妹とは友好的。また、劇中の描写から幽霊界でも発言力がある方らしい。
将来童女
十年単位で気力とひきかえに輝かしい将来を約束している。親とは死別している。センパイの脱ニートに協力し、その後センパイのお母さんの養子となる。エピローグではセンパイの妹として、母とともに養われている。

### その他
メダカちゃん
80年代に流行ったアニメ「猫耳メダカちゃん」のキャラクター。根強い人気があるらしく、耳雄がメダカちゃんにされた時は委員長など男子に溺愛されていた。

## 書誌情報
- 押切蓮介 『でろでろ』 講談社〈ヤンマガKCデラックス〉、全16巻
  1. 2004年3月発行 ISBN 4-06-334848-2
  2. 2004年7月発行 ISBN 4-06-334897-0
  3. 2004年11月発行 ISBN 4-06-334950-0
  4. 2005年4月発行 ISBN 4-06-334992-6
  5. 2005年9月発行 ISBN 4-06-372071-3
  6. 2006年1月発行 ISBN 4-06-372119-1
  7. 2006年6月発行 ISBN 4-06-372158-2
  8. 2006年10月発行 ISBN 4-06-372210-4
  9. 2007年3月発行 ISBN 978-4-06-372269-7
  10. 2007年7月発行 ISBN 978-4-06-372315-1
  11. 2007年10月発行 ISBN 978-4-06-372357-1
  12. 2008年3月発行 ISBN 978-4-06-375452-0
  13. 2008年9月発行 ISBN 978-4-06-375542-8
  14. 2008年12月発行 ISBN 978-4-06-375610-4
  15. 2009年4月発行 ISBN 978-4-06-375665-4
  16. 2009年8月発行 ISBN 978-4-06-375769-9
- 押切蓮介 『新装版 でろでろ』 講談社〈ヤングマガジンコミックス〉、全8巻
  1. 2013年12月25日発売 ISBN 978-4-06-382399-8
  2. 2014年2月6日発売 ISBN 978-4-06-382419-3
  3. 2014年3月6日発売 ISBN 978-4-06-382443-8
  4. 2014年4月4日発売 ISBN 978-4-06-382454-4
  5. 2014年5月2日発売 ISBN 978-4-06-382467-4
  6. 2014年6月6日発売 ISBN 978-4-06-382479-7
  7. 2014年7月4日発売 ISBN 978-4-06-382487-2
  8. 2014年8月6日発売 ISBN 978-4-06-382501-5